# Équitation aux Jeux paralympiques d'été de 2020
Navigation
Rio de Janeiro 2016 Paris 2024
Les épreuves de para-dressage des Jeux paralympiques d'été de 2020 qui devaient initialement avoir lieu du 27 août 2020 au 31 août 2020 à Tokyo au Parc équestre olympique ont été reportées en 2021. Le concours est ouvert au handicaps touchant les membres (déficience des fonctions des membres supérieures ou inférieures) et aux handicaps visuels 
Il y a deux types épreuves pour les cinq grades : le championnat individuel et l'épreuve par d'équipe, dans lesquels des figures obligatoires sont effectuées et le programme libre, dans lequel les athlètes concourent sur une musique sélectionnée par eux-mêmes.
La distinction entre les grades Ia et Ib ont été supprimés.

## Classification des handicaps
Les athlètes sont classés en quatre catégories sans distinction de sexe mais uniquement en fonction du handicap :
- Catégorie I (A et B) : athlètes ayant soit une déficience au niveau de l’équilibre du tronc, soit une motricité limitée des bras et des jambes. Allures autorisées : pas seulement ou pas et trot.
- Catégorie II : athlètes ayant soit un handicap grave au niveau de l’équilibre du tronc soit un handicap unilatéral grave. Allures autorisées : pas et trot.
- Catégorie III : athlètes hémiplégiques, ayant un handicap moyen des deux bras et jambes ou un grave handicap des bras ou athlètes aveugles ou cavaliers sourds. Allures autorisées : pas, trot et galop.
- Catégorie IV : athlètes handicapés d’un ou deux membres ou déficients visuels. Allures autorisées : pas, trot et galop avec mouvements latéraux.

Pour les équipes de quatre cavaliers, l'un d'eux doit avoir un handicap de la plus lourde catégorie (I ou II). Ils vont participer chacun à deux reprises imposées pour le classement par équipe et une pour la qualification pour la reprise libre en musique afin de tenter le titre individuel.

## Calendrier
|  | Jour de compétition |  | Jour de finale | 4 | Nombre de finales |

| Calendrier général des Jeux paralympiques de 2020 | Calendrier général des Jeux paralympiques de 2020 | Calendrier général des Jeux paralympiques de 2020 | Calendrier général des Jeux paralympiques de 2020 | Calendrier général des Jeux paralympiques de 2020 | Calendrier général des Jeux paralympiques de 2020 | Calendrier général des Jeux paralympiques de 2020 | Calendrier général des Jeux paralympiques de 2020 |
| Août 2020                                         | Août 2020                                         | Août 2020                                         | Jeu 27                                            | Ven 28                                            | Sam 29                                            | Dim 30                                            | Lun 31                                            |
| ------------------------------------------------- | ------------------------------------------------- | ------------------------------------------------- | ------------------------------------------------- | ------------------------------------------------- | ------------------------------------------------- | ------------------------------------------------- | ------------------------------------------------- |
| Indiv.                                            | Indiv.                                            | Indiv.                                            | II/IV/V                                           | I/III                                             |                                                   |                                                   |                                                   |
| Libre                                             | Libre                                             | Libre                                             |                                                   |                                                   |                                                   |                                                   | I/II/III/IV/V                                     |
| Par équipe                                        |                                                   |                                                   |                                                   |                                                   |                                                   |                                                   |                                                   |

## Résultats

### Podiums
| Catégorie I - Grand Prix Individuel   | Roxanne Trunnell sur Dolton États-Unis                                                                     | Rihards Snikus sur King of the Dance Lettonie                                                 | Sara Morganti sur Royal Delight Italie                                                                 |  |  |  |
| Catégorie I - Grand Prix libre        | Roxanne Trunnell sur Dolton États-Unis                                                                     | Rihards Snikus sur King of the Dance Lettonie                                                 | Sara Morganti sur Royal Delight Italie                                                                 |  |  |  |
| Catégorie II - Grand Prix Individuel  | Lee Pearson sur Breezer Grande-Bretagne                                                                    | Pepo Puch sur Sailor's Blue Autriche                                                          | Georgia Wilson sur Sakura Grande-Bretagne                                                              |  |  |  |
| Catégorie II - Grand Prix libre       | Lee Pearson sur Breezer Grande-Bretagne                                                                    | Pepo Puch sur Sailor's Blue Autriche                                                          | Georgia Wilson sur Sakura Grande-Bretagne                                                              |  |  |  |
| Catégorie III - Grand Prix Individuel | Tobias Thorning Jorgensen sur Jolene Hill Danemark                                                         | Natasha Baker sur Keystone Dawn Chorus Grande-Bretagne                                        | Rixt van der Horst sur Findsley Pays-Bas                                                               |  |  |  |
| Catégorie III - Grand Prix libre      | Tobias Thorning Jorgensen sur Jolene Hill Danemark                                                         | Natasha Baker sur Keystone Dawn Chorus Grande-Bretagne                                        | Ann Cathrin Lübbe sur La Costa Majlund Norvège                                                         |  |  |  |
| Catégorie IV - Grand Prix Individuel  | Sanne Voets sur Demantur Pays-Bas                                                                          | Rodolpho Riskalla sur Don Henrico Brésil                                                      | Manon Claeys sur San Dior 2 Belgique                                                                   |  |  |  |
| Catégorie IV - Grand Prix libre       | Sanne Voets sur Demantur Pays-Bas                                                                          | Louise Etzner Jakobsson sur Goldstrike B.J. Suède                                             | Manon Claeys sur San Dior 2 Belgique                                                                   |  |  |  |
| Catégorie V - Grand Prix Individuel   | Michèle George sur Best Of 8 Belgique                                                                      | Sophie Wells sur Don Cara M Grande-Bretagne                                                   | Frank Hosmar sur Alphaville Pays-Bas                                                                   |  |  |  |
| Catégorie V - Grand Prix libre        | Michèle George sur Best Of 8 Belgique                                                                      | Frank Hosmar sur Alphaville Pays-Bas                                                          | Regine Mispelkamp sur Highlander Delights Allemagne                                                    |  |  |  |
|                                       | |                                                                                               | |  |  |  |
| Grand Prix Open par équipe            | Grande-Bretagne Lee Pearson sur Breezer Natasha Baker sur Keystone Dawn Chorus Sophie Wells sur Don Cara M | Pays-Bas Frank Hosmar sur Alphaville Sanne Voets sur Demantur Rixt van der Horst sur Findsley | États-Unis Roxanne Trunnell sur Dolton Rebecca Hart sur El Corona Texel Kate Shoemaker sur Solitaer 40 |  |  |  |

### Tableau des médailles
| Rang  | Nation          | Or | Argent | Bronze | Total |
| ----- | --------------- | -- | ------ | ------ | ----- |
| 1     | Grande-Bretagne | 3  | 3      | 2      | 8     |
| 2     | Pays-Bas        | 2  | 2      | 2      | 6     |
| 3     | Belgique        | 2  | 0      | 2      | 4     |
| 4     | États-Unis      | 2  | 0      | 1      | 3     |
| 5     | Danemark        | 2  | 0      | 0      | 2     |
| 6     | Lettonie        | 0  | 2      | 0      | 2     |
| 6     | Autriche        | 0  | 2      | 0      | 2     |
| 8     | Brésil          | 0  | 1      | 0      | 1     |
| 8     | Suède           | 0  | 1      | 0      | 1     |
| 10    | Italie          | 0  | 0      | 2      | 2     |
| 11    | Norvège         | 0  | 0      | 1      | 1     |
| 11    | Allemagne       | 0  | 0      | 1      | 1     |
| Total | Total           | 11 | 11     | 11     | 33    |